# Tongba
Tongba (nepalês: तोङवा) é uma bebida alcoólica feita a partir do milhete e encontrada nas montanhas orientais do Nepal nas vizinhanças de Darjeeling e Siquim. É a bebida tradicional dos povos Limbu. Sendo religiosamente e culturalmente importante para esse povo.

A massa de milhete fermentada é colocada em uma vasilha, conhecida como Tongba. Adiciona-se água quente e bebe-se via um canudo feito de bambu (na mesma forma que um chimarrão). O processo é repetido e mais água quente é adicionada até exaurir-se o álcool da massa de milhete.